# Engenheiro Navarro
Engenheiro Navarro é um município brasileiro do estado de Minas Gerais. De acordo com o censo realizado em 2022 sua população era de 6 354 habitantes.
O seu nome é uma homenagem ao engenheiro João do Nascimento Navarro, engenheiro-residente da estação da Estrada de Ferro Central do Brasil que deu origem a um povoado. Em 1953, ele se tornou distrito de Bocaiuva, emancipando-se em 1962.